# Elaeagnus lanceolata
Elaeagnus lanceolata är en havtornsväxtart som beskrevs av Otto Warburg. Elaeagnus lanceolata ingår i släktet silverbuskar, och familjen havtornsväxter. Inga underarter finns listade i Catalogue of Life.